# Point Abrahamsen
Der Point Abrahamsen ist eine Landspitze an der Nordküste Südgeorgiens, welche die Lighthouse Bay vom Prince Olav Harbour in zwei Teilbuchten der Cook Bay trennt.
Wissenschaftler der britischen Discovery Investigations kartierten und benannten sie im Jahr 1929. Namensgeber ist der norwegische Walfängerkapitän Einar Abrahamsen (1875–1956), der von 1924 bis zu deren Schließung 1931 die Walfangstation im Prince Olav Harbour unterhielt.